# Carl Burenstam
Carl Johan Reinhold Burenstam, född 10 november 1829 i Lerbäcks socken, Örebro län, död 17 juni 1907 på sin egendom Tjälvesta herrgård i Sundbo härad, var en svensk diplomat och historiker.

## Biografi
Carl Burenstam var son till överstelöjtnanten Johan Daniel Burenstam och grevinnan Mariana Beata von Rosen samt dotterson till landshövdingen Gustaf Fredrik von Rosen och vidare bror till generalmajoren Gustaf Fredrik Olof Burenstam och godsägaren Axel Burenstam.
Burenstam blev filosofie magister i Uppsala 1854 och gick i diplomatiskt tjänst 1857. 1860 utnämndes han till kammarherre. 1870–1884 var Burenstam ministerresident i Bryssel och Haag och 1884–1895 minister där. I samband med sin vistelse i olika huvudstäder bedrev Burenstam arkivforskningar, vilka resulterade i ett par redogörelser för svenska handlingar i österrikiska (1871), belgiska och nederländska (1885 och 1888) arkiv samt undersökningar om Karl XII:s hemfärd från Turkiet (1872), drottning Kristinas besök i Belgien 1654–1655 (1891) med flera arbeten.

## Utmärkelser

### Svenska utmärkelser
- Kommendör av första klass av Nordstjärneorden, 1 december 1884.[5]
- Riddare av Nordstjärneorden, 29 juli 1869.[5]
- Kommendör av första klass av Vasaorden, 1 december 1874.[5]

### Utländska utmärkelser
- Storkorset av Belgiska Leopoldsorden, senast 1905.[6]
- Officer av Italienska Sankt Mauritius- och Lazarusorden, 14 februari 1863.[5]
- Storkorset av Luxemburgska Ekkronans orden, 7 januari 1879.[5]
- Storofficer av Luxemburgska Ekkronans orden, 18 maj 1872.[5]
- Storkorset av Nederländska Lejonorden, senast 1905.[6]
- Kommendör av första klassen av Norska Sankt Olavs orden, senast 1905.[6]
- Kommendör av Norska Sankt Olavs orden, 24 juli 1881.[5]
- Officer av Persiska Lejon- och solorden, 16 december 1860.[5]
- Riddare av tredje klassen av Preussiska Kronorden, 8 februari 1862.[5]
- Kommendör av Spanska Karl III:s orden, 27 maj 1865.[5]
- Tredje klassen av Osmanska rikets Meschidie-orden, 26 juni 1863.[5]
- Riddare av tredje klassen av Waldeckska Förtjänstorden, 7 januari 1879.[5]
- Kommendör med kraschan av Österrikiska Frans Josefsorden, 9 november 1870.[5]